# Instituto de Administração de Projetos Educacionais Futebol Clube
O Instituto de Administração de Projetos Educacionais Futebol Clube é um clube brasileiro de futebol, da cidade de São Luís, no estado do Maranhão. Manda suas partidas no Estádio Nhozinho Santos.

## História
Foi fundado em 10 de agosto de 2008.
Em 2011, disputou dois jogos da Copa do Brasil com o Atlético Mineiro. No primeiro jogo, conseguiram marcar dois gols, mas o Atlético venceu por 3 a 2. No segundo jogo, o Canário da Ilha sucumbiu ao Galo, ao perder de 8 - 1.
Em 2020, o IAPE voltou com uma nova administração junto com o DFG Sports, investindo nas categorias de base e o profissional. No mesmo ano foi campeão da segunda divisão maranhense.
Em 2023, o IAPE foi rebaixado no Campeonato Maranhense, retornando para a elite no ano seguinte com o vice-campeonato da segunda divisão em 2024.

## Títulos
| Estaduais | Estaduais                               | Estaduais | Estaduais   |
|           | Competição                              | Títulos   | Temporadas  |
| --------- | --------------------------------------- | --------- | ----------- |
|           | Copa União do Maranhão                  | 1         | 2010        |
|           | Campeonato Maranhense - Segunda Divisão | 2         | 2008 e 2020 |

## Estatísticas

### Participações
|  | Participações em 2025 |

| Competição | Competição            | Temporadas | Melhor campanha           | Estreia | Última | P | R |
| Maranhão   | Campeonato Maranhense | 7          | 3º colocado (2010 e 2025) | 2009    | 2025   |   | 2 |
| Maranhão   | Segunda Divisão       | 3          | Campeão (2008 e 2020)     | 2008    | 2024   | 3 |   |
| Maranhão   | Copa FMF              | 3          | Campeão (2010)            | 2009    | 2022   |   |   |
| Brasil     | Copa do Brasil        | 1          | 1ª fase (2011)            | 2011    | 2011   |   |   |